# Frederick L. Anderson

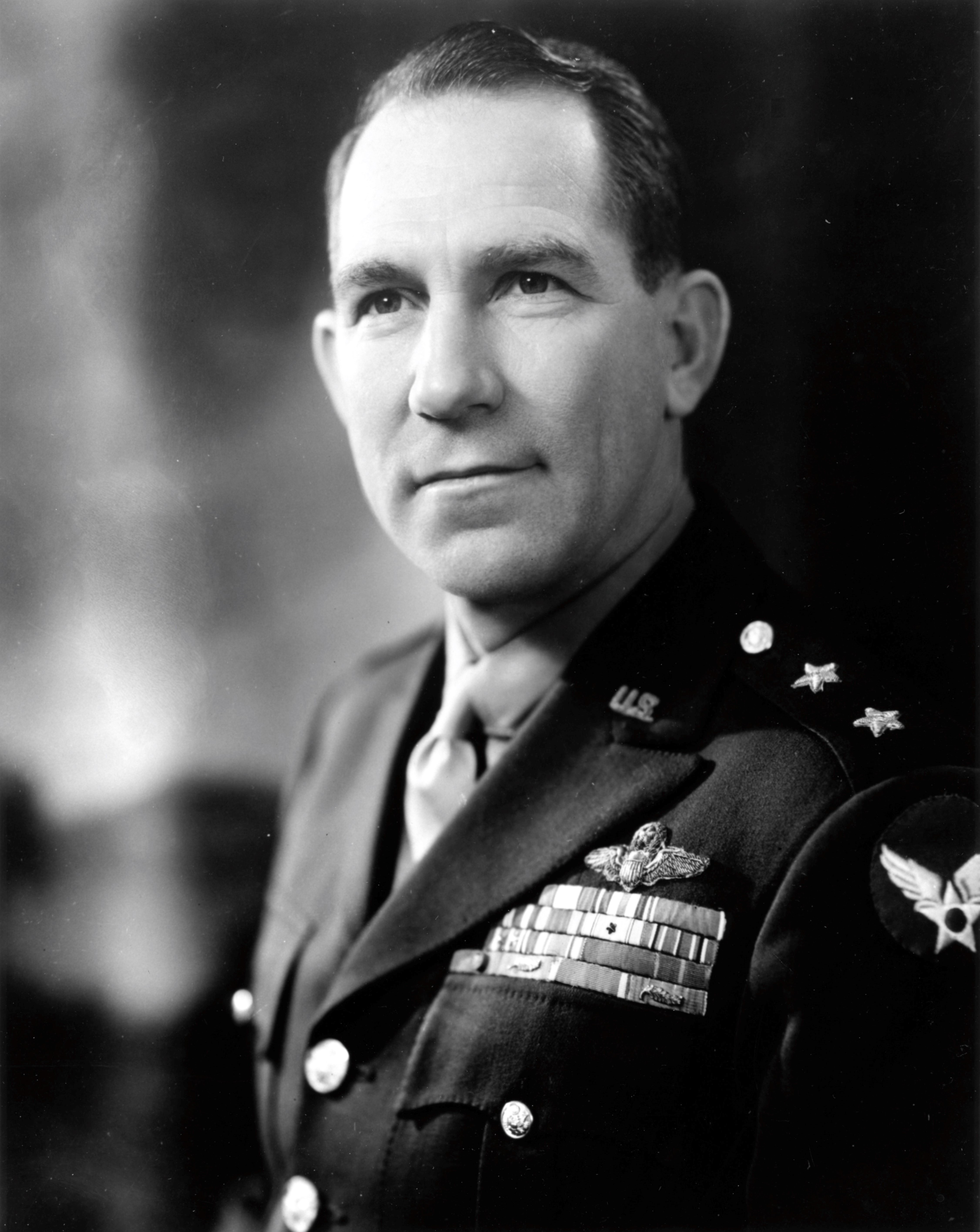
Frederick L. Anderson als Major General, 1940er

Frederick Lewis Anderson jr. (* 4. Oktober 1905 in Kingston, New York; † 2. März 1969 in Houston, Texas) war ein US-amerikanischer Luftwaffenoffizier, zuletzt Major General.

## Leben
Anderson graduierte im Juni 1928 von der Militärakademie West Point und wurde als Second Lieutenant der Kavallerie zugeteilt, begann aber schon im gleichen Herbst eine Pilotenausbildung auf Brooks Field, Texas, die er im folgenden Jahr auf Kelly Field, Texas, abschloss. Er wurde zum Army Air Corps überstellt und diente in den folgenden Jahren unter anderem bei der 4th Composite Group auf den Philippinen. Ab Mitte der 1930er Jahre diente er bei Bombereinheiten in Kalifornien und Colorado.
Nach einer Ausbildung an der Air Corps Tactical School auf Maxwell Field, Alabama, die er 1940 abschloss, wurde er als Leiter der Bombenschützenausbildung im Lehrpersonal behalten. Im Frühjahr 1941 wurde er ins Büro des Chefs des Army Air Corps in Washington, D.C. versetzt, wo er in der Training and Operations Division als Deputy Director of Bombardment tätig war.
Anfang 1943 war Anderson im Stab von General Ira C. Eaker an der Ausarbeitung des Plans für die Combined Bomber Offensive beteiligt, bevor er im April dieses Jahres den Befehl über den 4th Bombardment Wing der Eighth Air Force erhielt. Bereits im Juli wurde ihm als Nachfolger von Newton Longfellow der Befehl über das VIII Bomber Command übertragen. Als Kommandierender General plante er die „Blitz Week“ Ende Juli, während der unter anderem Hamburg als Teil der Operation Gomorrha angegriffen wurde, sowie die berühmten Angriffe auf Schweinfurt und Regensburg (Operation Double Strike) im August. Im November 1943 wurde er als jüngster amerikanischer Offizier während des Krieges zum (temporären) Major General befördert. Als im Januar 1944 die United States Strategic Air Forces in Europe unter General Carl A. Spaatz gebildet wurden, wurde Anderson zu dessen Deputy Commander for Operations ernannt.
Nach dem Krieg diente Anderson für zwei Jahre als Assistant Chief of Air Staff for Personnel, bevor er 1947 aus dem aktiven Dienst ausschied und eine Karriere als Geschäftsmann begann. Von 1952 bis 1953 diente er noch einmal als Deputy United States Special Representative in Europe im Rang eines Botschafters. Anderson war einer der Mitgesellschafter von Draper, Gaither & Anderson, einer der ersten Risikokapitalgesellschaften im späteren Silicon Valley. Er starb 1969 im Alter von 63 Jahren und wurde auf dem Nationalfriedhof Arlington beerdigt.

## Auszeichnungen (Auswahl)
- Distinguished Service Medal mit Eichenlaubcluster
- Silver Star
- Distinguished Flying Cross
- Air Medal
- Legion of Merit